# Berthold Rodewald
Berthold Rodewald (* 27. Juli 1893 in Ratzeburg; † 1966) war ein deutscher Arzt.

## Leben
Berthold Rodewald war Amtsarzt in Waldenburg (Oberschlesien) bis 1933, als er mit seiner Familie nach Kiel übersiedelte. Rodewald, der bis Kriegsende in Kiel als niedergelassener Arzt arbeitete, beantragte am 21. Dezember 1937 die Aufnahme in die NSDAP und wurde rückwirkend zum 1. Mai desselben Jahres aufgenommen (Mitgliedsnummer 5.363.778).
Ende Juni 1945 wurde er mit Genehmigung der Control Commission for Germany/British Element beauftragt, in Schleswig-Holstein eine ärztliche Selbstverwaltung neu aufzubauen. Berthold Rodewald war bis 1952 Präsident der Ärztekammer Schleswig-Holstein. Von 1952 bis 1958 war er Hauptschriftleiter (Chefredakteur) der Zeitschrift Ärztliche Mitteilungen – Deutsches Ärzteblatt. Als solcher war er an der Einführung von Vorsorgeuntersuchungen für gesetzlich Krankenversicherte beteiligt. Zwischen 1954 und 1960 war Rodewald Vorstandsmitglied des Bundesausschusses für gesundheitliche Volksbelehrung e.V., der heutigen Bundesvereinigung Prävention und Gesundheitsförderung (BVPG). 1962 erhielt er die Paracelsus-Medaille der Deutschen Ärzteschaft. Der Hamburger Herzchirurg Georg-Wilhelm Rodewald war ein Sohn.

## Veröffentlichungen (Auswahl)
- Die Alkoholfrage im Schulunterricht, in: Archiv für Soziale Hygiene und Demographie 2 (1926/27) 30–37.
- Freiheit, Recht und Ordnung für die deutsche Ärzteschaft. Schleswig-Holsteinisches Ärzteblatt 1966, S. 308.